# Żurawiejka

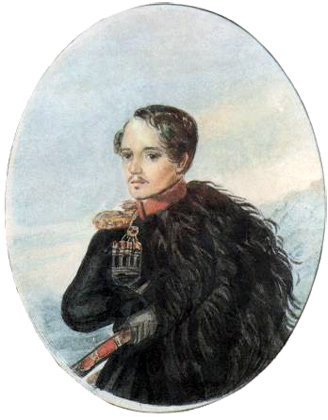
Autoportret Michaiła Lermontowa, który uchodzi za twórcę żurawiejek

Żurawiejka – krótki, najczęściej dwuwierszowy, żartobliwy kuplet układany dla poszczególnych pułków kawalerii, oceniający z ironią i czarnym humorem ich wojenne losy. Żurawiejki charakterystyczne były dla kawalerii polskiej oraz rosyjskiej.

## Historia żurawiejek
Zwyczaj, jak również nazwa, pochodzi z tradycji kawalerii rosyjskiej i została przejęta przez polskich kawalerzystów okresu międzywojennego. Nazwa pochodzi albo od rosyjskiego słowa „żuraw”, co by oznaczało pieśń tak jak on przelotną, albo wprost od tytułu popularnej rosyjskiej pieśni żołnierskiej Żuraw (ros. Журавль).
Za twórcę żurawiejek uchodzi rosyjski poeta Michaił Lermontow, który zaczął je tworzyć pełniąc służbę w armii rosyjskiej jako junkier.

## Żurawiejki w Wojsku Polskim
Żurawiejki rozpowszechniły się w Wojsku Polskim w okresie II Rzeczypospolitej po wojnie polsko-bolszewickiej 1920 roku w nawiązaniu do tradycji kawalerii rosyjskiej. Polskie korzenie żurawiejek upatruje się także w „Jak to na wojence ładnie” z roku 1863. Jedną z pierwszych pieśni wpisujących się także w tę tradycję jest legionowa „Pieśń Szwadronu Wąsowicza” z I wojny światowej opisująca szarżę pod Rokitną prowadzoną przez rotmistrza Zbigniewa Wąsowicza jaka miała miejsce w czerwcu 1915 roku.

„Nasz Wąsowicz, chłop morowy,

Zbił Moskali w Cucyłowej.

Odznaczył się szwadron drugi,

Wrażej krwi on przelał strugi.”

Żurawiejki nie miały charakteru pieśni masowo śpiewanych przez żołnierzy jednostek kawaleryjskich. Nie śpiewali ich podoficerowie czy szeregowcy. Były one układane przez oficerów pułków kawaleryjskich na inne pułki i śpiewane przez oficerów podczas towarzyskich spotkań z kieliszkiem w ręku. Z tej przyczyny często przybierały charakter złośliwych docinków o frywolnym, a niekiedy nawet wulgarnym charakterze i dlatego piosenki te śpiewane były jedynie przez oficerów w swoim własnym towarzystwie z obowiązującym zakazem śpiewania ich w obecności pań. Początkowo swoją żurawiejkę miał każdy pułk ułanów. Tradycję tę przejęły również pułki strzelców konnych, chociaż jak głosiła jedna ze strof „Prawdę mówiąc między nami – strzelcy nie są ułanami”. Znane są także przykłady żurawiejek innych rodzajów wojsk: piechoty, artylerii, jednostek pancernych, marynarki wojennej czy lotnictwa.

## Przykłady żurawiejek pułkowych

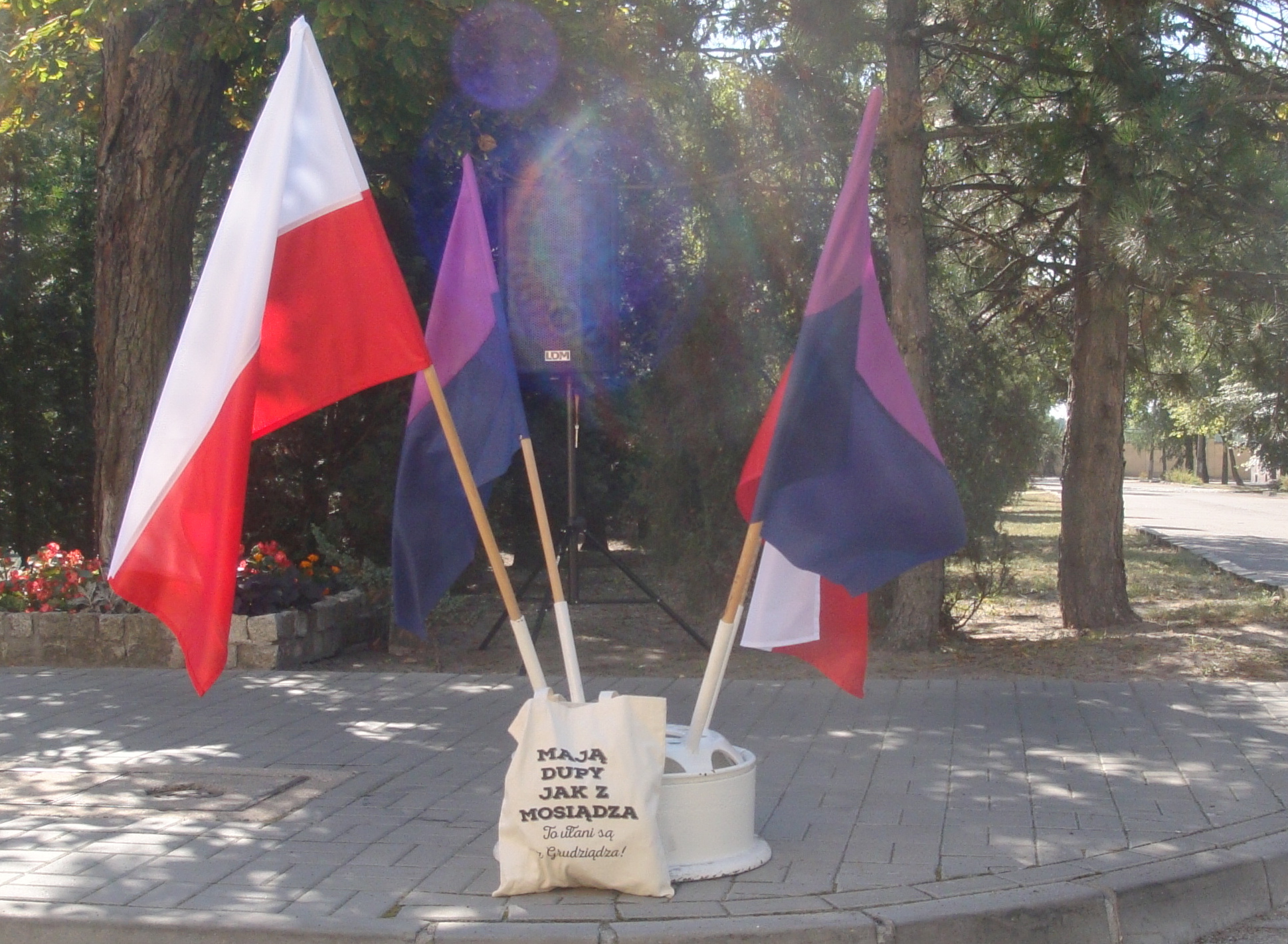
Fragment żurawiejki 18 Pułku na torbie na zakupy jako promocja historii miasta

Kto tradycji nie szanuje,
Niech nas w dupę pocałuje. (Ogólnokawaleryjska żurawiejka śpiewana zawsze na początku przy wszystkich okazjach:
Zawsze dumny z szefa swego,
To szwoleżer Piłsudskiego. (1 pułk szwoleżerów)
Przy kieliszku koić troski,
Zwykł ułanów pułk grochowski (2 pułk ułanów)
Kto zegarki w polu zbiera?
To jest piąty pułk Hallera (5 pułk ułanów)
Z Litwy borów, pól i łanów,
to dziesiąty pułk ułanów. (10 pułk ułanów)
A kto wroga krwią zbroczony?
To piętnasty pułk czerwony. (15 pułk ułanów)
Piją z beczki, nie pijani,
To bydgoscy są ułani. (16 pułk ułanów)
Czy to świta, czy to dnieje,
Siedemnasty zawsze wieje.17 pułk ułanów)
Pełen manier ładnych dworskich,
Osiemnasty pułk pomorski. (18 pułk ułanów)
Dziewiętnasty to hołota,
Bo na konie siada z płota. (19 pułk ułanów)
Śmierdzą naftą, robią długi,
To jest Pułk „Dwudziesty drugi”. (22 pułk ułanów)
W boju krepkij, w miru sławnyj
„Dwadcat trietij” – prawosławnyj. (23 pułk ułanów)
Gubi lance gówno warty,
To jest Pułk Dwudziesty Czwarty. (24 pułk ułanów)

## Refren
Każda przyśpiewka o pułku kończona była refrenem:
Lance do boju, szable w dłoń
Bolszewika goń, goń, goń
Żuraw, żuraw, żurawia
Żurawiejka ty maja!
lub:
Lance do boju, szable w dłoń
Bolszewika goń, goń, goń
Żura, żura, żura ma
Żurawiejka ty moja!